# POS-материалы
POS-материалы (англ. POS materials, POS ← point of sales «место продажи») — это материалы, способствующие продвижению бренда или товара в местах продаж (световые панели, шелфтокеры, ценникодержатели, воблеры, ценники, стопперы, промостойки, клик рамки, рамки для плакатов и постеров, фреймлайты, диспенсеры, пластиковые лотки, флажки, упаковка, выкраска, наклейки, декоративные магниты, подставки под кружки, чашки, стаканы, постеры, пластиковые папки, портфели, бирки, календарики, открытки, блокноты, линейки, брелоки, закладки и иные сувенирные изделия, распространяемые в местах продаж). POS-материалы служат для дополнительного привлечения внимания и эффективного продвижения товаров. POS-материалы являются примером BTL-рекламы.
Покупатели, изучая POS-материалы, получают информацию о преимуществах продукции. Таким образом, за счет информативности и способности привлекать внимание к товару, POS-материалы стимулируют продажи.

## Виды POS-материалов
1. Материалы в зоне наружного оформления[1]
2. во входной группе
3. в торговом зале
4. в месте выкладки
5. в прикассовой зоне.

### POS-материалы, расположенные в зоне наружного оформления
Такие материалы помогают покупателю найти магазин, продающий интересующий его товар. Их цель — привлечь внимание потребителя к торговой точке, побудить его зайти в неё, сообщить ему о наличии соответствующей продукции.
Панель-кронштейн (panel corbel) — конструкция, прикрепляемая к торцу здания. Панели-кронштейны могут быть не только статичными, но и световыми и динамическими (обычно конструкция вращается вокруг своей оси: в движение её приводит ветер или моторчик)
Штендер (pillar) — конструкция, устанавливаемая непосредственно перед входом в место продаж или указывающая направление к нему. Она удобна тем, что её легко убрать или переместить. Функционально штендеры различаются по количеству рабочих поверхностей (одна или две) и по частоте обновления информации.
Тротуарная графика (footway drawing) — выполненное графически предложение зайти в магазин, картинка с защищённой поверхностью, наклеиваемая непосредственно на асфальт.
Кроме того, при наружном оформлении торговой точки информацию размещают на урнах, напольных пепельницах, стёклах витрин. и т. п.

### POS-материалы, расположенные во входной группе
Они напоминают потребителям о предложении определённых торговых марок, конкретного вида товара в той или иной точке продаж. Для оформления данной зоны часто используются следующие элементы.
Таблички (tablets) — небольшие пластиковые или картонные прямоугольники, содержащие рекламу и информирующие: «открыто»/«закрыто», «от себя»/«на себя».
Продакт кардс (product cards) — плакаты с рельефным изображением товаров и указанием их цен. Обычно изготавливаются из картона или пластика.
Световые панели (бегрифы) —  конструкции, состоящие из двух органических стёкол, специальной просвечивающей фотоплёнки с изображением и специальной скрытой световой подсветкой из светодиодов, основанной на технологии торцевой подсветки и специальной светопроводящей матрицы, отражающей свет за счёт эффекта преломления направленного источника света.
Также в этой зоне используются рекламные наклейки на ячейках камеры хранения и на брелоках для ключей от них, на тележках и корзинах для покупателей.

### POS-материалы, расположенные в месте выкладки
Они несут покупателю информацию о товаре непосредственно перед ним. Могут содержать рекламную информацию для привлечения внимания потребителя. Бывают следующих видов:
Полочные (разг. полочники) — пластиковые полосы, закрепляющиеся на крае (торце) стеллажных полок, чаще в супермаркетах, где ассортимент товара очень велик. Они демонстрируют наименование товара, его цену. Иногда содержат дополнительную краткую информацию о товаре.
Настольные — размещаются на столе, или любой другой горизонтальной поверхности.
Подвесные карманы — карманы для размещения в них более подробной информации о товаре, либо (в случае использования крупных шрифтов и ярких, контрастных цветов) для привлечения внимания покупателя.
Держатели ценников — любые приспособления, несущие на себе информацию о цене товара. Чаще используются: уголки, иголки, бейджи, подставки, прищепки и проч.

### POS-материалы, используемые в HoReCa
Меню-холдер (синонимы: подставка под меню, тейбл-тент, держатель меню, меню холдер) — один из основных видов POS-материалов, применяемых в сфере HoReCa.

### POS-материалы, используемые в прикассовой зоне
В основном, используются материалы как в пункте «в месте выкладки», при этом часть товара, взятого с стеллажных полок, выставляется перед кассой. Кассир предлагает покупателю купить товар выставленный на кассе, указывая его достоинства (стоимость и так далее). Считается самым эффективным методом POS, так как в большинстве случаев, покупатель больше времени проводит в очереди у кассы, нежели в торговом зале.